# Lotus (serie)
Lotus es una serie de videojuegos de carreras basados en la marca Lotus: Lotus Esprit Turbo Challenge, Lotus Turbo Challenge 2 y Lotus III: The Ultimate Challenge. Publicados entre 1990 y 1992 por Gremlin Graphics, los juegos obtuvieron críticas muy favorables tras su lanzamiento. Las versiones originales de Amiga de los juegos fueron creadas por Shaun Southern y Andrew Morris de Magnetic Fields, y luego portados por otros individuos a varias otras computadoras y consolas de juegos.

## Lotus Esprit Turbo Challenge
El primer juego de la serie fue lanzado en 1990 en sistemas informáticos de 8 y 16 bits, las versiones Amiga y Atari ST. El juego permitía al jugador correr un Lotus Esprit Turbo SE a través de varios (32 en la versión Amiga)  circuitos de diferentes escenarios. También se proporcionó reproducción simultánea para dos jugadores (con pantalla dividida) y una selección de pistas de audio para acompañar las carreras.
Cada pista se basa en vueltas y consta de giros de diversos grados, así como colinas y huecos que ralentizan o aceleran el automóvil que pasa por ellos. Cada giro está indicado por una cadena de señales al costado de la carretera, y la dificultad del giro se refleja en el número y la densidad de estas señales, una característica común a todos los títulos de la serie "Lotus".
Mientras compiten, los jugadores deben administrar su suministro de combustible, visitando ocasionalmente la parada en boxes para repostar. Además, además de adelantar a los demás coches, los corredores deben evitar diversos peligros y obstáculos. Estos dependen del paisaje en el que se encuentra la pista e incluyen carreteras resbaladizas en los campos de invierno, bloqueos de carreteras, charcos resbaladizos y troncos de madera.
Las pistas se dividen en tres series de carreras, con diferentes niveles de dificultad. En cada carrera, el jugador o jugadores compiten contra 20 oponentes. El objetivo es terminar cada carrera en la posición más alta posible; si el jugador termina una carrera dentro de los primeros 10 lugares, se clasifica para la siguiente carrera y recibe puntos para una posición final en la tabla de puntuación más alta. Los nombres de los conductores controlados por computadora son juegos de palabras con los nombres de los corredores de la vida real de la época ("Ayrton Sendup", "Nijel Mainsail" y "Alain Phosphate" por ejemplo).
Inusualmente, la posición inicial del jugador en cada carrera es exactamente la opuesta a la posición alcanzada al final de la anterior. Esto les da a los jugadores más débiles la oportunidad de mejorar comenzando en una posición más alta.
En la versión de Amiga, al ingresar MONSTER y SEVENTEEN como los nombres de los jugadores 1 y 2 respectivamente, se revela un minijuego oculto: un sencillo juego de disparos con temática espacial, donde el objetivo es sobrevivir como el mayor tiempo posible mientras dispara rocas que vuelan alrededor.

## Lotus Turbo Challenge 2
El segundo juego de Lotus cambió el enfoque hacia un juego orientado a los arcade. Siendo el primero de la serie lanzado para una consola de juegos (para Sega Mega Drive bajo el título Lotus Turbo Challenge), el límite de combustible y los niveles de dificultad fueron eliminado, y los niveles basados en vueltas se reemplazaron con pruebas de tiempo basadas en el curso (no a diferencia de los juegos de arcade como Out Run), con el jugador requerido para completar cada curso dentro de un tiempo específico para calificar el siguiente.
Además del Esprit Turbo SE, "Lotus Turbo Challenge 2" también incluía el  Lotus Elan SE, por lo que "Esprit" se eliminó del título. Sin embargo, no había elección de coche; el jugador corre con el Elan SE en niveles impares y con el Esprit en niveles pares.
El modo para un jugador de Lotus 2 usa toda la pantalla del juego en lugar de la mitad, y los autos oponentes aparecen en una variedad de colores (los autos oponentes en el juego original eran todos blancos). La música está completamente ausente de las carreras; en cambio, el jugador escucha el sonido del motor del automóvil.
Lotus 2 se desarrolló para Amiga y luego convirtido para las otras plataformas.
La música de introducción de Barry Leitch para Lotus 2 se encuentra a menudo en listas de reproducción de música retro por computadora estaciones de radio web; contiene un mensaje subliminal en forma de una voz muestreada alrededor de la marca de 12 segundos (reproducida solo a través del canal izquierdo) que dice "no copiarás este juego". La muestra se reproduce muy silenciosamente durante los primeros compases y se puede acceder fácilmente en cualquier MOD programa de seguimiento. La muestra de charles y voz al comienzo del tema principal está tomada de Yello's "Oh Yeah", una canción que se hizo famosa como tema para otro auto deportivo (un Ferrari 250 GT California) en la película Ferris Bueller's Day Off.
Lotus 2 utiliza un sistema de contraseña para acceder a diferentes razas; una vez que el jugador se clasifica para una carrera en particular, se revela la contraseña. Además, se accede a una versión de la creación temprana de Shaun Southern Kwazy Kwaks, publicada originalmente para el Commodore VIC-20 en 1984, utilizando la contraseña DUX.
Hay un toque de humor en el nivel seis (el nivel de la autopista) de la versión Amiga: si el jugador logra conducir con éxito bajo el remolque de uno de los camiones que cruzan la calle, el locutor del juego grita "¡Yeehaa!" Este sonido se usó como una burla en el puerto de Génesis.
Las versiones Amiga y Atari ST pueden usar el puerto serie y conectarse a otra computadora (los jugadores pueden vincular 2 Amiga, 2 Atari ST o un Amiga y un Atari ST) ejecutando Lotus 2, lo que hace posible que tres o cuatro jugadores jueguen al mismo tiempo, o que dos jugadores jueguen en modo de pantalla completa. Esta característica no existe en otras versiones, ni en los otros dos episodios.

## Lotus III: The Ultimate Challenge
El tercer juego de la serie combinó los aspectos de juego de sus predecesores, permitiendo a los jugadores elegir entre los oponentes de carreras de "Lotus Turbo Challenge" o las contrarreloj de estilo arcade de "Lotus 2". La opción de dos jugadores se mantuvo y la función de selección de música regresa (la banda sonora de Patrick Phelan de Lotus III generó muchos remixes modernos). Lotus III también agregó un tercer automóvil - un  concepto Lotus M200 automóvil - y permitió al jugador elegir con cuál competir. El juego recicló la mayoría de los gráficos de "Lotus 2", pero agregó varios escenarios nuevos.
La versión Genesis/Mega Drive lleva el nombre Lotus II: RECS (refiriéndose a la nueva función de creación de campos del juego) o simplemente Lotus II según el país de lanzamiento, mientras que el puerto MS-DOS lanzado en 1993 se llamó Lotus: The Ultimate Challenge. La versión de MS-DOS presenta el Lotus Esprit S4 Lotus Esprit#rediseño de Peter Stevens (1987) en lugar del Esprit Turbo SE. Aparte de los gráficos de los coches ligeramente diferentes, la diferencia en la jugabilidad es mínima, si es que hay alguna. La versión MS-DOS fue lanzada nuevamente en 1996, esta vez en un CD-ROM.
Lotus III cuenta con un sistema de creación de circuitos Racing Environment Construction Set (RECS). El sistema permite a los usuarios crear una pista de carreras definiendo varios parámetros básicos, como el número y la dificultad de los giros y colinas, el número de obstáculos, el tipo de escenario o la dificultad de los oponentes. Uno o ambos jugadores pueden correr en la pista creada. El curso también se puede escribir en forma de un código de letras y dígitos y luego reutilizarse; estos se pueden competir individualmente o en una serie de hasta nueve pistas creadas por el usuario.
El sistema RECS permite a los jugadores crear rápidamente una pista única sin tener que usar un editor de cursos; sin embargo, sacrificó la facilidad de colocar giros u obstáculos con precisión. El sistema RECS se reutilizó más tarde en otro juego de Magnetic Fields, "International Rally Championship".
Las versiones Amiga y Genesis de  Lotus III  contienen de nuevo un juego oculto, al que se accede con la contraseña CU AMIGA en la versión Amiga y POD PLEASE en Genesis. El juego es un remake mejorado gráficamente del juego Commodore 64 de Southern y Morris POD.

## Lotus Trilogy
En 1994, los tres juegos fueron lanzados para Amiga CD32 en un solo paquete, como "The Classic Lotus Trilogy". Lotus Trilogy también se lanzó para Atari 1040ST y Amiga que incluía los tres juegos.

### Recepción
La revista italiana Computer + Videogiochi puntuó la versión de Amiga CD32 con 82.

### Lotus Esprit Turbo Challenge
- Lotus Esprit Turbo Challenge en MobyGames
- Lotus (serie) en World of Spectrum (en inglés)
- Lotus (serie) en Lemon64
- Entrada de Gamebase CPC
- Entrada de Atari Legend

### Lotus Turbo Challenge 2
- Lotus Turbo Challenge 2 en MobyGames
- Entrada de Atari Legend

### Lotus III: The Ultimate Challenge
- Lotus III: The Ultimate Challenge en MobyGames
- Entrada de Atari Legend

- Datos: Q55135790